# 美国变星观测者协会
美国变星观测者协会（英語：American Association of Variable Star Observers，AAVSO）於1911年10月10日由William Tyler Olcott成立，為國際性的變星觀測組織，主要是收集、储存與整理世界各國天文愛好者变星观测结果（觀測数据绘制成光变曲线描述一顆恆星的亮度变化与时间的关系），並定期組織研討會議，这些观测数据能提供給职业天文学家，研究者和教育者利用。
由于职业天文学家没有足够的时间和资源来监视每一顆变星，因此天文学也便成为了少数几个爱好者就能够对科学研究做出贡献的科学之一。AAVSO的国际数据库中现有超过一千两百万颗变星并可追溯到100年前的记录。 它每年接收着超过五十万份来自大约2000位职业和业余观测者的观测报告，其数据常常被科学期刊采用。
在专业研究之外，AAVSO同样活跃于教育和公众科学普及方面。 他们例行公事地主办公众科学研讨会并且与业余天文学家一同发表论文与报告。在20世纪90年代，AAVSO发展了天文学动手课程，现在以变星天文学的名称为人所知。(由国家科学基金会(NSF)资助)。 在2009年,AAVSO获得了来自NSF的为其3年的八十万美元赞助来运作Citizen Sky普及项目, 这是一个职业天文学家与业余天文学家在2009-2011年间合作观测柱一的光变的计划。
AAVSO当前的领导是阿恩·亨登。而前任领导则是为AAVSO工作了数十年，于2004年三月由于白血病去世的珍妮特·马太。
AAVSO在创立之后在1911-1956年位于哈佛大学天文台内，然后移动到剑桥附近，此后，在1985年AAVSO购买了它的首幢建筑物 - 克林顿 B. 福特天文学数据与研究中心。2007年，AASVO购入天空与望远镜杂志腾出的房屋与基地，并搬迁至此。

## 现任与历任成员
AAVSO現有超过2,000个成员与观测者，其中大约有半数位于美国以外。以下列表只包括英文维基百科收录的成员。
- 利亚·艾伦 Charter Member [11]
- 约瑟夫·阿什布鲁克
- 利昂·坎贝尔 (AAVSO领导1915-1949)
- 拉达·钱德拉[12]
- 罗伯特·埃文斯 (AAVSO超新星搜寻项目主任 1985-2005)
- 克林顿·福特
- 罗素·梅尔·热内
- 帕梅拉·盖伊
- 爱德华·哈尔巴赫
- 阿恩·亨登 (AAVSO领导 2004- )
- 理查德·胡扎克
- 阿尔贝特·琼斯
- 迈克尔·科迫尔曼
- 乔瓦尼·巴蒂斯·塔拉基尼
- 海伦·莱恩斯
- 理查德·莱恩斯
- 珍妮特·马太 (AAVSO 领导 1973-2004)
- 玛格丽特·马亚尔 (AAVSO 领导 1949-1973)
- 本·迈耶
- 威廉·泰勒·奥尔科特
- 米歇尔·丹尼尔·欧文贝克
- 莱斯利·佩尔蒂埃
- 爱德华·皮克林
- 彼得·弗朗西斯·威廉斯

## 出版品
- AAVSO Alert Notice.
- Journal of the American Association of Variable Star Observers (JAAVSO).
- AAVSO Circular：於1970年至2000年由約翰·波特爾編輯[13]。

## 额外链接
- 官方网站
- 美国变星观测者协会的Facebook專頁
- YouTube上的美国变星观测者协会頻道
- 美国变星观测者协会的X（前Twitter）
- 美国变星观测者协会的Instagram帳戶
- History of the AAVSO （页面存档备份，存于）
- Amateur Astronomy Reaches New Heights Space.com, June 28, 2000
- A New Foundation for the AAVSO article in January, 2007 issue of Sky & Telescope magazine
- Red Hot News… Possible Nova in Sagittarius! （页面存档备份，存于） Universe Today, August 9, 2009.